# Доке, Жозуэ
Жозуэ Доке (фр. Josué Doké; 20 апреля 2004, Сокоде, Того) — тоголезский футболист, защитник клуба «Нарва-Транс».

## Карьера
Воспитанник Западной африканской футбольной академии Ганы. В раннем возрасте переехал в Европу, где выступал в Бельгии и в Литве.
В январе 2025 года заключил контракт с эстонским клубом Премиум-Лиги «Нарва-Транс».

### В сборной
Уже в 16 лет, будучи игроком ганской академии, впервые получил вызов в сборную Того. Впервые сыграл за нее 12 октября 2020 года. Тренер национальной команды Клод Ле Руа выпустил форварда на замену на 79-й минуте вместо Жиля Суну в товарищеском матче против Судана (1:1). Всего за сборную провел четыре матча.